# وسام نجمة القدس العسكري
وسام نجمة القدس العسكري وهو وسام عسكري فلسطيني يمنحه الرئيس الفلسطيني للقادة العسكريين الفلسطينيين والعرب والأجانب الذين ساهموا في تقديم خدماتٍ جليلة لفلسطين.

## تاريخ
وسام نجمة القدس العسكري وهو أحد ثلاثة من الأوسمة العسكرية الفلسطينية وقد جرى استحداثه ليجري منحه من قبل الرئيس الفلسطيني للقادة العسكريين الفلسطينيين والعرب والأجانب الذين قدموا خدماتٍ جليلة لفلسطين.

## أبرز الحائزين على الوسام
- ذياب العلي، 2011.[4]

- سعيد أبو علي، 2013.[5]

- ماجد فرج، 2013.[5]

- زياد هب الريح، 2013.[5]

- حازم عطا الله، 2021.[6]